# Ross Bagdasarian Jr.
Ross Bagdasarian Jr. est un acteur, producteur et scénariste américain d'origine arménienne, né le 25 octobre 1949 à Fresno, Californie.

## Biographie
Ross Bagdasarian Jr. est né le 25 octobre 1949 à Fresno en Californie. Fils de Rostom Sipan Bagdasarian, il est marié à l'actrice et productrice Janice Karman.
Après la mort de son père en 1972, il lui succède en tant que président de Bagdasarian Productions.
Sous la direction de Bagdasarian, les nouvelles albums des Chipmunks sont sorties après son mariage avec Janice Karman, notamment Chipmunk Punk. 
En 1981, Les Chipmunks reviennent à la télévision dans le Spécial Noël Un Noël de Chipmunk produit en coproduction avec Chuck Jones Enterprises. 
Deux ans plus tard, La série Alvin et les Chipmunks est lancée le 17 septembre 1983 sur la NBC. 
Basé sur la série, le film d'animation Les Aventures des Chipmunks sort le 22 mai 1987. La réalisation du film fut coïncidé avec la démission des animateurs des studios Disney à la suite du désastre au Box-Office de Taram et le Chaudron Magique (1985).

## Filmographie

### comme acteur
- 1981 : Un Noël de Chipmunk (A Chipmunk Christmas) (TV) : David Seville / Alvin Seville / Simon Seville (voix) - également producteur
- 1983 : Alvin et les Chipmunks (Alvin & the Chipmunks) (série TV) : David Seville / Alvin Seville / Simon Seville (voix)   - également producteur
- 1987 : Les Aventures des Chipmunks (The Chipmunk Adventure) de Janice Karman : David Seville / Alvin Seville / Simon Seville (voix)  - également producteur et scénariste
- 1990 : Cartoon All-Stars to the Rescue (TV) : Alvin Seville / Simon Seville (voix)
- 1994 : Alvin and the Chipmunks : Trick or Treason (TV) : David Seville / Alvin Seville / Simon Seville (voix)  - également producteur et scénariste
- 1994 : A Chipmunk Celebration (TV) : David Seville / Alvin Seville / Simon Seville (voix)  - également producteur et scénariste
- 1995 : The Easter Chipmunk (TV) : David Seville / Alvin Seville / Simon Seville (voix)  - également producteur et scénariste
- 1999 : Alvin et les Chipmunks contre Frankenstein (Alvin and the Chipmunks Meet Frankstein) (vidéo) : Alvin Seville / Simon Seville / Dave Seville
- 2000 : Alvin et les Chipmunks contre le loup-garou (Alvin and the Chipmunks Meet the Wolfman) (vidéo) : Alvin Seville / Simon Seville / Dave Seville
- 2003 : Little Alvin and the Mini-Munks : David Seville / Alvin Seville / Simon Seville (voix)  - également producteur et scénariste
- 2015 : Alvin et les Chipmunks (Alvinnn!!! and the Chipmunks) (série TV) : David Seville / Alvin Seville / Simon Seville (voix)

### comme producteur
- 1981 : Un Noël de Chipmunk
- 1984 : La Saint-Valentin (I Love the Chipmunks Valentine Special)
- 1985 : L'amour d'une mère (A Chipmunk Reunion)
- 1987 : Les Aventures des Chipmunks (The Chipmunk Adventure)
- 1994 : Alvin and the Chipmunks : Trick or Treason
- 1994 : A Chipmunk Celebration
- 1995 : The Easter Chipmunk
- 2003 : Little Alvin and the Mini-Munks
- 2007 : Alvin et les Chipmunks (Alvin and the Chipmunks)
- 2009 : Alvin et les Chipmunks 2 (Alvin and the Chipmunks: The Squeakquel)
- 2011 : Alvin et les Chipmunks 3 (Alvin and the Chipmunks: Chipwrecked)
- 2015 : Alvin et les Chipmunks : À fond la caisse (Alvin and the Chipmunks: The Road Chip)